# Калганов, Иван Александрович
Ива́н Алекса́ндрович Калга́нов (1845—1882) — своеобразный русский живописец-бытописатель, блестящий рисовальщик, живший в Тюмени во второй половине XIX века.

## Биография
Родился в маленьком захолустном городке Ирбите, мальчишкой учился у иконописца в г. Туринске. Благодаря купцу Н. М. Чукмалдину перебрался в Тюмень, где оставался года два-три, рисуя портреты желающим и в свободное время едкие карикатуры на местные злобы дня. Из Тюмени Колганов был привезён Чукмалдиным в Москву и даже поступил учеником в училище живописи и ваяния, но слабость к водке, приобретённая в Туринске, испортила его карьеру и преждевременно свела художника в могилу. Через год он вернулся в Тюмень и умер, не имея ещё 40 лет от роду.

## Творчество

Памятник городскому голове Лонгинову

«Русский самородок», «сибирский Хогарт», «великий талант» — так оценивали его современники.
Выразительные, колоритные образы местного купечества, как бы сошедшие со страниц драм Островского, воссозданы карандашом и кистью художника в серии его живописных и графических работ.
Главным в творчестве Калганова было обращение к жанровой картине, карикатуре. Пейзаж архитектурный, городской почти отсутствует, являясь лишь иногда фоном некоторых его произведений. «Памятник городскому голове Лонгинову» — так названа одна из живописных работ, написанная художником в 1876 году. Полуфигура, лицо главного «героя» составлено из портретов ограбленных и разорённых за время его правления горожан.